# Swaantje Güntzel
Swaantje Güntzel (* 1972 in Soest) ist eine deutsche Konzeptkünstlerin. Sie befasst sich in ihren Arbeiten mit ökologischen Themen und der Interaktion von Mensch und Natur. Neben Solowerken erarbeitet sie mit dem Lichtkünstler Jan Philip Scheibe im Künstlerduo Scheibe & Güntzel gemeinsame Projekte.

## Leben
Swaantje Güntzel studierte von 1994 bis 2001 Ethnologie, Politologie und Kunstgeschichte an der Universität Bonn und arbeitete im Anschluss in der Kulturabteilung des Goethe-Instituts La Paz in Bolivien. Von 2005 bis 2008 arbeitete sie als künstlerische Assistentin des Malers und Objektkünstlers Andreas Slominski. Von 2005 bis 2007 absolvierte sie parallel ein Aufbaustudium im Fach Freie Kunst an der Hochschule für bildende Künste in Hamburg.
Güntzel nahm an vielen Ausstellungen im In- und Ausland teil, etwa im Goethe-Institut Thessaloniki, Österreichischen Skulpturenpark Graz, Kunstmuseum Ystad und dem Museum der bildenden Künste Leipzig. Sie erhielt verschiedene Stipendien, insbesondere in Skandinavien.
Gemeinsam mit ihrem Kollegen und Partner Jan Philip Scheibe bildet sie das Künstlerpaar Scheibe & Güntzel, das die performative Projektreihe Preserved initiierte. Seit 2009 wird die Projektreihe an verschiedenen Orten in Europa fortgeführt.
Swaantje Güntzel lebt in Hamburg.

## Werk
Swaantje Güntzel befass sich in ihrem Werk mit dem Verhältnis des Menschen zur Natur. Das beinhaltet globale Herausforderungen, wie den „anthropogenen Klimawandel, (Plastik-)Müll, Artensterben“ sowie die psychologischen Folgen für die Menschheit. In verschiedenen Disziplinen wie Performance, Skulptur, Installation, Fotografie, Sound und Video verarbeitet sie ihre Kritik an dem modernen Leben im 21. Jahrhundert. Ihre Arbeit ist inspiriert von wissenschaftlicher Recherche.
Ab 2017 begann sie sich mit der Rezeption ihrer Werke auseinanderzusetzen, entstanden sind daraus Einzelserien und eine Ausstellung im Jahr 2021, Können Sie nicht mal was Schönes machen?, in der Galerie Holthoff in Hamburg. Ab 2019 beschäftigte sie sich mit Fragen der Nachhaltigkeit im Kunstbetrieb und des ressourcenschonenden Arbeitens als Künstlerin.
Im Jahr 2023 war mit Instant Paradise eine umfangreiche Retrospektive aus 20 Jahren ihrer künstlerischen Tätigkeit in der Stadtgalerie Villa Dessauer in Bamberg zu sehen.

## Ausstellungen

### Einzelausstellungen
- 2003: Der Mensch im Raum, Burg Horn, Deutschland
- 2007: the age of plastic, GalerieXprssns, Hamburg, Deutschland
- 2010: Survival gardening, xBunker Sonderborg, Dänemark
- 2010: Anthropocene, Joachim Rong Galerie, Berlin, Deutschland
- 2011: spring cleaning, Bergmangårdarna på Fårö, Schweden
- 2012: Flowershooting, Galerie Dynamo Expo, Enschede, Niederlande
- 2012: Flowershooting//overhanging fruit, GrensWerte, Niederländisch-Deutsches Grenzland
- 2012: Instant Pets, Galerie des Westens/gadewe Bremen, Deutschland
- 2012: solstice fern, PAiN – Performance Art i Norr, Lappland, Schweden
- 2013: plastisphere, PAiN – Performance Art i Norr, Lappland, Schweden
- 2013: Flowershooting II/City-Graz, Österreichischer Skulpturenpark, Graz, Österreich
- 2013: Larmes de sirène, SchauRaum Harburg, Deutschland
- 2014: spring cleaning II/Fårö Sweden/Persona On-Screen Ground, Nikosia, Zypern
- 2014: Plastisphäre, Kunstraum 2025, Hamburg, Deutschland
- 2016: Plastisphäre, Goethe-Institut Thessaloniki, Griechenland (Scheibe & Güntzel)
- 2017: Hidden by the Surface, Villa de Bank, Enschede, Niederlande
- 2018: Loops, Alte Steingießerei Plochingen, Deutschland
- 2018: coffee to go, Goethe-Institut Paris, Frankreich
- 2018: Solastalgia, Syker Vorwerk, Syke, Deutschland
- 2018: Plastic Fallout, Bernheimer Contemporary, Berlin, Deutschland
- 2020: Eurythenes Plasticus, Schloss vor Husum, Deutschland
- 2020: Plastiphere/Church, Lutherkirche Osnabrück, Deutschland
- 2023: Instant Paradise, Stadtgalerie Villa Dessauer, Bamberg

### Gruppenausstellungen
- 2004: Biennial of Contemporary Art Cochabamba/Bolivia, Bolivien (Scheibe & Güntzel)
- 2005: Felder, Goethe-Institut Schwäbisch Hall, Deutschland (Scheibe & Güntzel)
- 2005: ELBart 2005, Hamburg, Deutschland
- 2007: Till forever!, Bomann-Museum/Museum of Art Celle, Deutschland
- 2007: poliflur 01/01, Berlin, Deutschland
- 2007: Paulas Kinder, Büro für Kunst, Bremen, Deutschland (Scheibe & Güntzel)
- 2007: Galerie im Park, Bremen, Deutschland
- 2008: Urban Jealousy, 1st International Roaming Biennial of Tehran, Iran
- 2008: Utopia of Space, National Museum of Fine Arts, Bischkek, Kirgisistan
- 2009: Hector Award Exhibition, Kunsthalle Mannheim, Deutschland, beteiligt am Vitales Archiv
- 2009: Long Night of Art, Schwäbisch Hall/Goethe-Institut Schwäbisch Hall, Deutschland
- 2009: Reconstructed Zone, Kunstverein Wolfsburg, Deutschland, beteiligt am Vitales Archiv
- 2009: Nature-Man, Harz National Park, St. Andreasberg, Deutschland
- 2009: Banegaarden Kunst og Kultur, Apenrade, Dänemark (Scheibe & Güntzel)
- 2009: ARTweek, Apenrade, Dänemark (Scheibe & Güntzel)
- 2009: Paradise – a forbidden garden? kunst in kontakt, Hannover/Gartenregion, Hannover, Deutschland
- 2009: Germany in a box, Der Werkhof Kiel, Deutschland
- 2009: ArtSpring Bremen09, Deutschland, beteiligt am Vitales Archiv
- 2009: Waldland, Heinrich-Böll-Stiftung MV, Rostock, Deutschland
- 2010: urban wild, kunstGarten Graz, Österreich
- 2010: autotroph, Loki Schmidt Haus Hamburg, Deutschland
- 2010: Teile des Ganzen, Kunsthaus Nürnberg, Deutschland
- 2011: dual nature, ARTweek Exhibition Space, Apenrade, Dänemark (Scheibe & Güntzel)
- 2011: overhanging fruit, Künstlerdorf Schöppingen, Deutschland
- 2012: Up the trees, Kunstmuseet Brundlund Slot, Apenrade, Dänemark
- 2012: ARTweek Extra! 2012, Apenrade, Dänermark
- 2012: flotsam & jetsam, Tactic Gallery Cork, Irland
- 2013: greenart II, Landesmuseum für Kunst und Kulturgeschichte Oldenburg, Deutschland
- 2013: the end of the world – or why the world won’t end?, Performance Festival, platform Vaasa, Finnland (Scheibe & Güntzel)
- 2013: Full of Life, Das kleine Schwarze, Hamburg, Deutschland
- 2013: Maßnahmen zur Rettung der Welt Teil II, rotor – Center for Contemporary Art, Graz, Österreich
- 2014: PPP – Festival, Past Present Perform Westphalia, Westfalen, Deutschland
- 2014: Mutterboden//Moder Jord, Intervention Deutsch-Dänisches Grenzland
- 2014: GrensWerteWeltAusstellung, Kloster Bentlage, Rheine, Deutschland
- 2015: Paper Works #003, Galerie Holthoff-Mokross, Hamburg, Deutschland
- 2015: Perform now!, Performance Festival Winterthur, Schweiz
- 2015: Award Exhibition ars loci 2015//Zeitgeist, Rathaus Nienburg/Weser, Deutschland
- 2015: Dialog/Triennial of Photography/Hamburg, Das kleine Schwarze, Hamburg, Deutschland
- 2015: Kunstlandschaft5, Kulturdenkmal Mestlin, Deutschland
- 2015: ARTweek Aabenraa 2015, Dänemark
- 2016: When did we stop playing?, Anna Laudel Contemporary, Istanbul, Türkei
- 2016: Plastic – Material without Memory, Künstlerhaus FRISE Hamburg, Deutschland
- 2016: Y – Why?, Bernheimer Contemporary, Berlin, Deutschland
- 2016: Plastic Obsession, UBA/Umweltbundesamt Dessau, Deutschland
- 2016: Plastic Fantastic?, Honolulu Museum of Art, Hawaii
- 2017: Actopolis Touring Exhibition, Old Slaughterhouse Thessaloniki, Griechenland (Scheibe & Güntzel)
- 2017: Material Boys & Girls, Bernheimer Contemporary, Berlin, Deutschland
- 2017: Gross Stadt Dschungel, Bunkerhill Galerie, Hamburg, Deutschland
- 2017: Millerntor Gallery #7, Hamburg, Deutschland
- 2017: Preserved//Survival Gardening, Kloster Bentlage, Rheine, Deutschland (Scheibe & Güntzel)
- 2017: Mixed Realities, Bernheimer Contemporary, Berlin, Deutschland
- 2017: EAF – Enter Art Foundation, Berlin, Deutschland
- 2018: Deep Sea, Städtische Galerie Bremen, Deutschland
- 2018: Drehmoment – Das Produktionskunst-Festival, KulturRegion Stuttgart, Deutschland
- 2018: KiddyRideFun, Galerie Holthoff-Mokross Hamburg, Deutschland
- 2018: Ansbach Contemporary, Ansbach, Deutschland
- 2018: Wonderland I, Bernheimer Contemporary, Berlin, Deutschland
- 2018: Examples to follow! Touring Exhibition on aesthetics and sustainability, Bonn, Deutschland
- 2019: Maskottchentreffen, Salon Erika, Winterthur, Schweiz (Scheibe & Güntzel)
- 2019: Reset, Landpartie/mixed arts, Münsterland (Scheibe & Güntzel)
- 2019: Examples to follow! Touring Exhibition on aesthetics and sustainability, Erfurt, Deutschland
- 2019: Science Fiction Festival, Ahlen, Deutschland (Scheibe & Güntzel)
- 2019: Deep Sea, Ystads konstmuseum, Schweden
- 2019: Saisonale, Da, Kunsthaus Kloster Gravenhorst, Deutschland (Scheibe & Güntzel)
- 2019: Preserved//Grünkohl, Da, Kunsthaus Kloster Gravenhorst und ausgewählte Orte in Westfalen (Scheibe & Güntzel)
- 2020: spring cleaning, Stadtbesetzung Detmold, Deutschland
- 2020: Girl Gang_For Future, GadeWe Bremen, Deutschland (Scheibe & Güntzel)
- 2020: Zero Waste, Museum der bildenden Künste Leipzig, Deutschland
- 2020: Gravenhorster Gärten, Da, Kunsthaus Kloster Gravenhorst, Deutschland (Scheibe & Güntzel)
- 2020: Preserved//Altland – Neuland [Gemüseschießen], Schloss Senden (Westf.), Deutschland (Scheibe & Güntzel)

## Preise
- 2015: ars loci, Kunstpreis der Neuhoff-Fricke Stiftung zur Förderung von Wissenschaft und Kunst[9]

## Publikationen
- Hidden by the surface works about marine debris. Mit Octave Debary. Eigenverlag Swaantje Güntzel, Hamburg [2017], ISBN 978-3-00-057799-4.
- Solastalgia Katalog anlässlich der Ausstellung Solastalgia, Syker Vorwerk – Zentrum für zeitgenössische Kunst, 22. April bis 8. Juli 2018. Mit Nicole Giese-Kroner u. Peter Rautmann. Gemeinnützige Stiftung Kreissparkasse Syke; Syker Vorwerk, Zentrum für Zeitgenössische Kunst. Syke Syker Vorwerk – Zentrum für zeitgenössische Kunst, [2018], ISBN 978-3-9819692-0-7.
- Werke in: Oliver Schlaudt: Zugemüllt: Eine müllphilosophische Deutschlandreise. C. H. Beck, München 2024, ISBN 978-3-406-81464-8.